# Società Sportiva Fidelis Andria 1928 2015-2016
Questa voce raccoglie le informazioni riguardanti la Società Sportiva Fidelis Andria 1928 nelle competizioni ufficiali della stagione 2015-2016.

## Stagione
La Fidelis Andria ha effettuato il ritiro precampionato a Norcia, dal 27 luglio al 12 agosto, effettuando gli allenamenti presso lo stadio comunale di Norcia. La presentazione ufficiale della squadra è avvenuta il 28 agosto.

### Coppa Italia Lega Pro
Il debutto ufficiale nella stagione 2015-2016, avviene il 14 agosto 2015, nella partita contro il Martina, valida per il primo turno della Coppa Italia Lega Pro, vincendo 1 a 0 nei tempi regolamentari. Ma il Martina Franca presentò, subito dopo, un ricorso poiché il centrocampista Onescu avrebbe dovuto scontare un turno di squalifica ma che invece era regolarmente in campo. Alla Fine la partita è stata vinta dal Martina a tavolino con il risultato di 0-3.
Al secondo turno, il 26 agosto, i biancoazzurri vanno in trasferta a Ischia. Allo stadio Enzo Mazzella finisce 3 a 2 per i federiciani con una tripletta di Francesco Grandolfo. Ma con una sola vittoria, la squadra allenata da mister Luca D'angelo, uscirà indenne dalla fase eliminatoria a girone.

### Lega Pro
Il debutto in campionato è avvenuto il 6 settembre 2015 in trasferta contro il Lecce, in posticipo serale. La Fidelis Andria si è imposta per 3-1 sui salentini. Il primo gol stagionale è stato segnato dal centrocampista rumeno Daniel Onescu.
La Fidelis Andria termina la stagione 2015-2016 al 7º posto con 45 punti in classifica, conquistando il diritto a partecipare alla Coppa Italia (Tim Cup) 2016-17, e risultando insieme al Benevento la difesa meno battuta di tutta la Lega Pro 2015-2016 con sole 21 reti subite. Il portiere Paluzzi è restato imbattuto per ben 572 minuti.
Durante la stagione, la Fidelis Andria ha subito la penalizzazione di 1 punto in classifica per inadempienze CoViSoc, punto poi restituitogli in appello.
Il 7 maggio, dopo l'ultima di campionato a Catania l'allenatore Luca D'Angelo annuncia che non avrebbe rinnovato il suo contratto col club. Qualche giorno dopo Aldo Roselli annuncia le sue dimissioni dal ruolo di Direttore Generale, e al suo posto viene nominato Gianfranco Cataldo, già General Manager del club.
Il capocannoniere di campionato è stato il trequartista Nicola Strambelli con 6 reti (di cui 2 su rigore), mentre il capocannoniere stagionale è stato Francesco Grandolfo con 9 reti in totale, di cui 4 in Coppa Italia Lega Pro e 5 reti in campionato (1 rigore).

## Divise e sponsor
Lo sponsor tecnico per la stagione 2015-2016 è Erreà. Il main sponsor è Saporosa, il secondo sponsor ufficiale, che compare sul retro delle maglie sotto la numerazione è ILfres, mentre il terzo sponsor che compare sui pantaloncini è Petrolmet C.A.
| Casa | Trasferta | Terza divisa | 1^ Portiere | 2^ Portiere | Casa (2) | Trasferta (2) |

## Organigramma societario
Di seguito sono riportati i membri dello staff della Fidelis Andria.
- Presidente: Paolo Montemurro
- Vicepresidente: Sebastiano Acquaviva
- Direttore generale: Aldo Roselli
- SLO: Giovanni Lorusso
- Club manager: Gianfranco Cataldo

Area organizzativa
- Segretario generale: Giuseppe Sipone
- Responsabile finanziario: Francesco Lotito
- Responsabile biglietteria: Riccardo Piccolo
- Responsabile sicurezza: Riccardo Dell'Olio
- Vicedelegato alla sicurezza: Ruggiero Di Corato
- Amministrazione, finanza e controllo: Giovanni Modugno, Saverio Lacasella
- Team manager: Sabino Martiradonna

- Responsabile comunicazione: Valerio Zefferino, Dario Vincenzo Aduasio
- Addetto stampa: Dario Vincenzo Aduasio
- Area marketing: Davide Pastore
- Responsabile marketing: Vincenzo Pastore
- Padre spirituale: Vito Zinfollino

Area tecnica
- Allenatore: Luca D'Angelo
- Allenatore in seconda: Federico Giampaolo
- Preparatore atletico: Marco Greco
- Preparatore dei portieri: Antonio Bruno
- Allenatore Berretti: Corrado Cotta
- Responsabile scouting: Giuliano Antonicelli

- Direttore sportivo: Piero Doronzo
- Direttore settore giovanile: Fabio Sperduti
- Responsabile settore giovanile: Corrado Cotta
- Segreteria settore giovanile: Riccardo Muraglia, Walter Pio Doronzo

Area medica
- Medico sociale: Massimo De Prezzo
- Responsabile sanitario: Antonio Gaglione
- Responsabile infortuni: Gianluca Cirillo
- Fisioterapista: Francesco Smargiassi
- Massaggiatore: Vincenzo Musci

## Rosa
Di seguito è riportata la rosa del Fidelis Andria.
| N. |                   | Ruolo | Calciatore         |
| -- | ----------------- | ----- | ------------------ |
|    | Italia (bandiera) | P     | Marco Cilli        |
|    | Italia (bandiera) | P     | Giacomo Poluzzi    |
|    | Italia (bandiera) | D     | Ramzi Aya          |
|    | Italia (bandiera) | D     | Roberto Cortellini |
|    | Italia (bandiera) | D     | Vittorio Ferrero   |
|    | Italia (bandiera) | D     | Matteo Fissore     |
|    | Italia (bandiera) | D     | Nico Paterni       |
|    | Italia (bandiera) | D     | Mariano Stendardo  |
|    | Italia (bandiera) | D     | Angelo Tartaglia   |
|    | Italia (bandiera) | D     | Marco Vittiglio    |
|    | Ghana (bandiera)  | C     | Abass Alhassan     |
|    | Guinea (bandiera) | C     | Ismaël Bangoura    |

| N. |                      | Ruolo | Calciatore           |
| -- | -------------------- | ----- | -------------------- |
|    | Italia (bandiera)    | C     | Dimitri Bisoli       |
|    | Italia (bandiera)    | C     | Nicola Capellini     |
|    | Italia (bandiera)    | C     | Antonio Matera       |
|    | Romania (bandiera)   | C     | Daniel Onescu        |
|    | Italia (bandiera)    | C     | Marco Piccinni       |
|    | Argentina (bandiera) | C     | Juan Ezequiel García |
|    | Italia (bandiera)    | A     | Pietro Cianci        |
|    | Italia (bandiera)    | A     | Francesco Grandolfo  |
|    | Italia (bandiera)    | A     | Nicola Strambelli    |
|    | Italia (bandiera)    | A     | Mauro Bollino        |
|    | Italia (bandiera)    | A     | Alessandro De Vena   |

## Calciomercato
Di seguito sono riportati i trasferimenti del calciomercato 2015-2016 della Fidelis Andria.

### Sessione estiva(dal 01/07 al 31/08)
| Acquisti | Acquisti            | Acquisti       | Acquisti      |
| R.       | Nome                | da             | Modalità      |
| -------- | ------------------- | -------------- | ------------- |
| P        | Giacomo Poluzzi     | Alessandria    | definitivo    |
| P        | Alessandro Sansonna | Vigor Trani    | fine prestito |
| D        | Roberto Cortellini  | Barletta       | definitivo    |
| D        | Nicola Dellino      | Varese         | definitivo    |
| D        | Vittorio Ferrero    | San Marino     | definitivo    |
| D        | Matteo Fissore      | Torino         | prestito      |
| D        | Nico Paterni        | Correggese     | definitivo    |
| D        | Mariano Stendardo   | Barletta       | definitivo    |
| D        | Angelo Tartaglia    | Parma          | definitivo    |
| D        | Marco Vittiglio     | Virtus Entella | definitivo    |
| C        | Abass Alhassan      | Sassuolo       | prestito      |
| C        | Ismael Bangoura     | Cesena         | prestito      |
| C        | Dimitri Bisoli      | Santarcangelo  | definitivo    |
| C        | Nicola Capellini    | Cesena         | definitivo    |
| C        | Antonio Matera      | Virtus Entella | definitivo    |
| C        | Daniel Onescu       | Grosseto       | definitivo    |
| A        | Pietro Cianci       | Varese         | definitivo    |
| A        | Francesco Grandolfo | Correggese     | definitivo    |
| A        | Robert Kristo       | Spezia         | prestito      |
| A        | Claudio Morra       | Torino         | prestito      |

| Cessioni | Cessioni               | Cessioni       | Cessioni   |
| R.       | Nome                   | a              | Modalità   |
| -------- | ---------------------- | -------------- | ---------- |
| P        | Giuseppe Fabio Simone  | Martina Franca | definitivo |
| P        | Alessandro Sansonna    | Bisceglie      | definitivo |
| D        | Daniel Ola             | Bisceglie      | definitivo |
| D        | Dario Bova             | San Marino     | definitivo |
| D        | Vito Lavopa            | Bisceglie      | definitivo |
| D        | Michele Aprile         | Bisceglie      | definitivo |
| D        | Giacinto Allegrini     | Nardò          | definitivo |
| D        | Matteo Saias           |                | svincolato |
| D        | Souleymane Diamoutene  |                | svincolato |
| D        | Anatolis Alexis Sundas |                | svincolato |
| C        | Francesco Giraldi      | AZ Picerno     | definitivo |
| C        | Bartolo Lorusso        | Altamura       | definitivo |
| C        | Boris Ilouga           |                | svincolato |
| A        | Emilio Volpicelli      | Bisceglie      | definitivo |
| A        | Riccardo Lattanzio     | Nardò          | definitivo |
| A        | Emiliano Olcese        | San Marino     | definitivo |
| A        | Fabio Moscelli         | Altamura       | svincolato |

### Operazioni tra le due sessioni
| Acquisti | Acquisti    | Acquisti | Acquisti   |
| R.       | Nome        | da       | Modalità   |
| -------- | ----------- | -------- | ---------- |
| C        | Juan García |          | svincolato |

| Cessioni | Cessioni | Cessioni | Cessioni |
| R.       | Nome     | a        | Modalità |
| -------- | -------- | -------- | -------- |

### Sessione invernale(dal 04/01 al 01/02)
| Acquisti | Acquisti           | Acquisti      | Acquisti   |
| R.       | Nome               | da            | Modalità   |
| -------- | ------------------ | ------------- | ---------- |
| A        | Mauro Bollino      | Foggia        | definitivo |
| A        | Alessandro De Vena | Santarcangelo | definitivo |
| A        | Christian Roncone  | Bari          | definitivo |

| Cessioni | Cessioni        | Cessioni  | Cessioni      |
| R.       | Nome            | a         | Modalità      |
| -------- | --------------- | --------- | ------------- |
| A        | Francesco Grumo | Bisceglie | prestito      |
| A        | Robert Kristo   | Spezia    | fine prestito |
| A        | Claudio Morra   | Torino    | fine prestito |

## Risultati

### Lega Pro

#### Girone di andata
| Arbitro: | Di Ruberto (Nocera Inferiore) |

|                 |           |                                                 |
| Moscardelli 63’ | Marcatori | 5’ Onescu 25’ Grandolfo 90+4’ (rig.) Strambelli |

| Arbitro: | Vesprini (Macerata) |

|                               |           |  |
| Morra 23’, 28’ Strambelli 77’ | Marcatori |  |

| Arbitro: | Viotti (Tivoli) |

|                                   |           |               |
| Caccavallo 21’ (rig.), 83’ (rig.) | Marcatori | 90+4’ Fissore |

| Arbitro: | Guccini (Albano Laziale) |

|  |           |                 |
|  | Marcatori | 90+4’ Ciciretti |

| Arbitro: | Candeo (Este) |

|                              |           |  |
| Grandolfo 20’ Strambelli 64’ | Marcatori |  |

| Arbitro: | Mantelli (Brescia) |

|  |           |                                     |
|  | Marcatori | 12’ (rig.) Grandolfo 44’ Strambelli |

| Arbitro: | Baroni (Firenze) |

|  |           |                    |
|  | Marcatori | 33’ (rig.) Barraco |

| Arbitro: | Marinelli (Tivoli) |

|                |           |  |
| Iemmello 90+4’ | Marcatori |  |

| Arbitro: | Piccinini (Forlì) |

|               |           |                        |
| R. Kristo 17’ | Marcatori | 59’ Kanouté 71’ Meduri |

| Monopoli 8 novembre 2015, ore 15:30 CET 10ª giornata | Monopoli       | 0 – 0 referto | Fidelis Andria | Stadio Vito Simone Veneziani (3.000 spett.)\| Arbitro: \| Bertani (Pisa) \| |
| Arbitro:                                             | Bertani (Pisa) |               |                |                                                                             |

| Andria 14 novembre 2015, ore 15:00 CET 11ª giornata | Fidelis Andria    | 0 – 0 referto | Melfi | Stadio Degli Ulivi (2.479 spett.)\| Arbitro: \| Amabile (Vicenza) \| |
| Arbitro:                                            | Amabile (Vicenza) |               |       |                                                                      |

| Arbitro: | Capone (Palermo) |

|                 |           |               |
| Arcidiacono 34’ | Marcatori | 57’ Grandolfo |

| Arbitro: | Camplone (Pescara) |

|                |           |  |
| Onescu 3’, 90’ | Marcatori |  |

| Catanzaro 5 dicembre 2015, ore 20:30 CET 14ª giornata | Catanzaro        | 0 – 0 referto | Fidelis Andria | Stadio Nicola Ceravolo (2.504 spett.)\| Arbitro: \| Maggioni (Lecco) \| |
| Arbitro:                                              | Maggioni (Lecco) |               |                |                                                                         |

| Arbitro: | Pagliardini (Arezzo) |

|                           |           |  |
| Cortellini 36’ Cianci 60’ | Marcatori |  |

| Arbitro: | Piscopo (Imperia) |

|           |           |  |
| Corsi 25’ | Marcatori |  |

| Andria 9 gennaio 2016, ore 15:00 CET 17ª giornata | Fidelis Andria                | 0 – 0 referto | Catania | Stadio Degli Ulivi (3.119 spett.)\| Arbitro: \| Di Ruberto (Nocera Inferiore) \| |
| Arbitro:                                          | Di Ruberto (Nocera Inferiore) |               |         |                                                                                  |

#### Girone di ritorno
| Andria 17 gennaio 2016, ore 15:00 CET 18ª giornata | Fidelis Andria   | 0 – 0 referto | Lecce | Stadio Degli Ulivi (3.326 spett.)\| Arbitro: \| Tardino (Milano) \| |
| Arbitro:                                           | Tardino (Milano) |               |       |                                                                     |

| Matera 25 gennaio 2016, ore 20:00 CET 19ª giornata | Matera      | 0 – 0 referto | Fidelis Andria | Stadio XXI Settembre - Franco Salerno (2.000 spett.)\| Arbitro: \| Giua (Pisa) \| |
| Arbitro:                                           | Giua (Pisa) |               |                |                                                                                   |

| Arbitro: | Catona (Reggio Calabria) |

|  |           |                |
|  | Marcatori | 88’ Caccavallo |

| Arbitro: | Amoroso (Paola) |

|               |           |  |
| Cissé 8’, 74’ | Marcatori |  |

| Arbitro: | Sprezzola (Mestre) |

|  |           |                                        |
|  | Marcatori | 8’ Bangoura 37’ Tartaglia 42’ Piccinni |

| Arbitro: | Marchetti (Ostia Lido) |

|             |           |                             |
| De Vena 76’ | Marcatori | 28’ Di Grazia 62’ Di Piazza |

| Arbitro: | Sozza (Seregno) |

|  |           |             |
|  | Marcatori | 2’ Piccinni |

| Arbitro: | Mainardi (Bergamo) |

|                                   |           |  |
| Bollino 32’ Bisoli 74’ Cianci 78’ | Marcatori |  |

| Ischia 12 marzo 2016, ore 15:00 CET 26ª giornata | Ischia Isolaverde | 0 – 0 referto | Fidelis Andria | Stadio Enzo Mazzella (710 spett.)\| Arbitro: \| Amabile (Vicenza) \| |
| Arbitro:                                         | Amabile (Vicenza) |               |                |                                                                      |

| Andria 20 marzo 2016, ore 15:00 CET 27ª giornata | Fidelis Andria          | 0 – 0 referto | Monopoli | Stadio Degli Ulivi (2.795 spett.)\| Arbitro: \| Luciano (Lamezia Terme) \| |
| Arbitro:                                         | Luciano (Lamezia Terme) |               |          |                                                                            |

| Arbitro: | Robilotta (Sala Consilina) |

|  |           |               |
|  | Marcatori | 78’ Grandolfo |

| Andria 2 aprile 2016, ore 15:00 CEST 29ª giornata | Fidelis Andria   | 0 – 0 referto | Juve Stabia | Stadio Degli Ulivi (2.401 spett.)\| Arbitro: \| Proietti (Terni) \| |
| Arbitro:                                          | Proietti (Terni) |               |             |                                                                     |

| Arbitro: | Guccini (Albano Laziale) |

|  |           |                                                 |
|  | Marcatori | 27’ (rig.) Strambelli 79’ Cortellini 81’ Cianci |

| Andria 16 aprile 2016, ore 15:00 CEST 31ª giornata | Fidelis Andria     | 0 – 0 referto | Catanzaro | Stadio Degli Ulivi (2.263 spett.)\| Arbitro: \| Giovani (Grosseto) \| |
| Arbitro:                                           | Giovani (Grosseto) |               |           |                                                                       |

| Arbitro: | Balice (Termoli) |

|          |           |  |
| Negro 5’ | Marcatori |  |

| Arbitro: | Baroni (Firenze) |

|                                       |           |                                   |
| Onescu 15’ Capellini 80’ Cianci 90+3’ | Marcatori | 45+1’, 56’ La Mantia 46’ Statella |

| Arbitro: | Amoroso (Paola) |

|                             |           |                |
| Bergamelli 23’ Russotto 50’ | Marcatori | 41’ Strambelli |

### Coppa Italia Lega Pro

#### Fase a gironi
| Arbitro: | Camplone (Pescara) |

|           |           |  |
| Grandolfo | Marcatori |  |

| Arbitro: | Marchetti (Ostia Lido) |

|                     |           |                         |
| Moracci 7’ Fall 57’ | Marcatori | 12’, 61’, 75’ Grandolfo |

## Statistiche
Statistiche aggiornate al 30 gennaio 2016.

### Statistiche di squadra
| Competizione          | Punti | In casa | In casa | In casa | In casa | In casa | In casa | In trasferta | In trasferta | In trasferta | In trasferta | In trasferta | In trasferta | Totale | Totale | Totale | Totale | Totale | Totale | DR  |
| Competizione          | Punti | G       | V       | N       | P       | Gf      | Gs      | G            | V            | N            | P            | Gf           | Gs           | G      | V      | N      | P      | Gf     | Gs     | DR  |
| --------------------- | ----- | ------- | ------- | ------- | ------- | ------- | ------- | ------------ | ------------ | ------------ | ------------ | ------------ | ------------ | ------ | ------ | ------ | ------ | ------ | ------ | --- |
| Lega Pro              | 45    | 17      | 5       | 7       | 5       | 17      | 10      | 17           | 6            | 5            | 6            | 17           | 11           | 34     | 11     | 12     | 11     | 33     | 21     | +12 |
| Coppa Italia Lega Pro | 3     | 1       | 0       | 0       | 1       | 0       | 3       | 1            | 1            | 0            | 0            | 3            | 2            | 2      | 1      | 0      | 1      | 3      | 5      | -2  |
| Totale                | 47    | 18      | 5       | 7       | 6       | 17      | 13      | 18           | 7            | 5            | 6            | 20           | 13           | 36     | 12     | 12     | 12     | 36     | 26     | +10 |

### Andamento in campionato
| Giornata  | 1 | 2 | 3 | 4 | 5 | 6 | 7 | 8 | 9 | 10 | 11 | 12 | 13 | 14 | 15 | 16 | 17 | 18 | 19 | 20 | 21 | 22 | 23 | 24 | 25 | 26 | 27 | 28 | 29 | 30 | 31 | 32 | 33 | 34 |
| --------- | - | - | - | - | - | - | - | - | - | -- | -- | -- | -- | -- | -- | -- | -- | -- | -- | -- | -- | -- | -- | -- | -- | -- | -- | -- | -- | -- | -- | -- | -- | -- |
| Luogo     | T | C | T | C | C | T | C | T | C | T  | C  | T  | C  | T  | C  | T  | C  | C  | T  | C  | T  | T  | C  | T  | C  | T  | C  | T  | C  | T  | C  | T  | C  | T  |
| Risultato | V | V | P | P | V | V | P | P | P | N  | N  | N  | V  | N  | V  | P  | N  | N  | N  | P  |    |    |    |    |    |    |    |    |    |    |    |    |    |    |
| Posizione | 1 | 1 | 2 | 4 | 3 | 1 | 4 | 7 | 9 | 8  | 8  | 8  | 7  | 7  | 6  | 6  | 8  | 8  | 8  | 9  |    |    |    |    |    |    |    |    |    |    |    |    |    |    |

Fonte:  Lega Pro Girone C 2015/2016, su calcio.com.
Legenda:

Luogo: C = Casa; T = Trasferta. Risultato: V = Vittoria; N = Pareggio; P = Sconfitta.

### Statistiche dei giocatori
Sono in corsivo i calciatori che hanno lasciato la società a stagione in corso.
| Giocatore     | Lega Pro | Lega Pro | Lega Pro    | Lega Pro   | Coppa Italia Lega Pro | Coppa Italia Lega Pro | Coppa Italia Lega Pro | Coppa Italia Lega Pro | Totale   | Totale | Totale      | Totale     |
| Giocatore     | Presenze | Reti     | Ammonizioni | Espulsioni | Presenze              | Reti                  | Ammonizioni           | Espulsioni            | Presenze | Reti   | Ammonizioni | Espulsioni |
| ------------- | -------- | -------- | ----------- | ---------- | --------------------- | --------------------- | --------------------- | --------------------- | -------- | ------ | ----------- | ---------- |
| A. Alhassan   | 8        | 0        | 1           | 0          | 1                     | 0                     | 0                     | 0                     | 9        | 0      | 1           | 0          |
| R. Aya        | 29       | 0        | 3           | 0          | 0                     | 0                     | 0                     | 0                     | 29       | 0      | 3           | 0          |
| I. Bangoura   | 14       | 1        | 0           | 0          | 0                     | 0                     | 0                     | 0                     | 14       | 1      | 0           | 0          |
| D. Bisoli     | 33       | 1        | 6           | 0          | 2                     | 0                     | 0                     | 0                     | 35       | 1      | 6           | 0          |
| M. Bollino    | 17       | 1        | 4           | 0          | 0                     | 0                     | 0                     | 0                     | 17       | 1      | 4           | 0          |
| N. Capellini  | 16       | 1        | 0           | 0          | 2                     | 0                     | 0                     | 0                     | 18       | 1      | 0           | 0          |
| P. Cianci     | 28       | 4        | 7           | 1          | 0                     | 0                     | 0                     | 0                     | 28       | 4      | 7           | 1          |
| M. Cilli      | 3        | -6       | 0           | 0          | 1                     | -2                    | 0                     | 0                     | 4        | -8     | 0           | 0          |
| R. Cortellini | 31       | 2        | 5           | 1          | 2                     | 0                     | 0                     | 0                     | 33       | 2      | 5           | 1          |
| A. De Vena    | 15       | 1        | 1           | 0          | 0                     | 0                     | 0                     | 0                     | 15       | 1      | 1           | 0          |
| V. Ferrero    | 8        | 0        | 2           | 0          | 1                     | 0                     | 0                     | 0                     | 9        | 0      | 2           | 0          |
| M. Fissore    | 11       | 1        | 2           | 0          | 1                     | 0                     | 0                     | 0                     | 12       | 1      | 2           | 0          |
| F. Grandolfo  | 29       | 5        | 2           | 0          | 2                     | 4                     | 0                     | 0                     | 31       | 9      | 2           | 0          |
| J. García     | 4        | 0        | 0           | 0          | 0                     | 0                     | 0                     | 0                     | 4        | 0      | 0           | 0          |
| R. Kristo     | 10       | 1        | 1           | 0          | 0                     | 0                     | 0                     | 0                     | 10       | 1      | 1           | 0          |
| A. Matera     | 18       | 0        | 2           | 0          | 2                     | 0                     | 0                     | 0                     | 20       | 0      | 2           | 0          |
| C. Morra      | 11       | 2        | 0           | 0          | 2                     | 0                     | 0                     | 0                     | 13       | 2      | 0           | 0          |
| D. Onescu     | 32       | 4        | 9           | 0          | 1                     | 0                     | 0                     | 0                     | 33       | 4      | 9           | 0          |
| N. Paterni    | 7        | 0        | 1           | 0          | 0                     | 0                     | 0                     | 0                     | 7        | 0      | 1           | 0          |
| M. Piccinni   | 25       | 2        | 2           | 0          | 2                     | 0                     | 0                     | 0                     | 27       | 2      | 2           | 0          |
| G. Poluzzi    | 31       | -15      | 1           | 0          | 1                     | 0                     | 0                     | 0                     | 32       | -15    | 1           | 0          |
| M. Stendardo  | 32       | 0        | 4           | 1          | 2                     | 0                     | 0                     | 0                     | 34       | 0      | 4           | 1          |
| N. Strambelli | 25       | 6        | 5           | 0          | 2                     | 0                     | 1                     | 0                     | 27       | 6      | 6           | 0          |
| A. Tartaglia  | 33       | 1        | 5           | 0          | 2                     | 0                     | 1                     | 0                     | 35       | 1      | 6           | 0          |
| M. Vittiglio  | 4        | 0        | 1           | 0          | 0                     | 0                     | 0                     | 0                     | 4        | 0      | 1           | 0          |